# Otto Jäger
Otto Jäger (Asch, 1890. április 6. – 1917. augusztus 19.) az Osztrák–Magyar Monarchia eredményes katonai pilótája volt. 7 igazolt légi győzelmével bekerült az ászok körébe.

## Élete
Otto Jäger 1890. április 6-án született a nyugat-csehországi Asch községben, szudétanémet családban. A középiskola után 1909-től elvégezte sorkatonai szolgálatát, amit tartalékos zászlós fokozattal fejezett be. Az első világháború kitörésekor behívták és a 67. gyalogezreddel az orosz frontra küldték. 1914. augusztus 30-án a komarówi csatában megsebesült. November 1-én előléptették tartalékos hadnaggyá. 1915. március 21-én és május 17-én ismét megsebesült, utóbbi alkalommal átlőtték a tüdejét. Felépülése után visszavonták a hátországba és kiképzőtisztként szolgált, majd 1915 őszén Jäger jelentkezett a Légjárócsapatokhoz. 1916 tavaszára elvégezte a megfigyelőtiszti tanfolyamot és az orosz fronton harcoló 10. repülőszázadhoz helyezték. 1915. május 5-én Karl Urban pilóta társaságában Koryto körzetében lelőtt egy orosz Sikorsky bombázót. Június 3-án felderítőgépével egy Farman bombázót kényszerített földre. Négy nappal később Jäger és Urban ismét közösen tett harcképtelenné két Farmant Klevanynál. Augusztus 1-én előléptették tartalékos főhadnaggyá és másnap újabb Farmant lőtt le, megszerezve az ászpilóta státuszhoz szükséges ötödik légi győzelmét.
1916 szeptemberében pilótatanfolyamra jelentkezett, amit decemberre fejezett be. 1917 márciusában átirányították az olasz frontra, a 17. repülőszázadhoz. Május 2-án egy forgó légcsavar miatt Jäger mindkét lába eltört és két hónapig kórházban lábadozott. Júliusban visszaküldték az orosz frontra előbb a 3., majd a 27. repülőszázadhoz. Július 20-án Vibudiv térségében Albatros D.III vadászával kilőtt egy ismeretlen típusú orosz repülőt. Augusztus elején ismét az olasz frontra, a 42. vadászrepülő-századhoz vezényelték. 1917. augusztus 19-én reggel a Monte Hermana mellett lelőtt egy kétüléses felderítőt, de közvetlenül utána egy Nieuport vadászgép támadt rá és egy géppuskasorzatát követően Jäger Albatrosának szárnya letörött és utána a földnek csapódott.

## Kitüntetései
- Vaskoronarend III. osztály a hadidíszítménnyel és kardokkal
- Katonai Érdemkereszt III. osztály hadidíszítménnyel és kardokkal
- Ezüst Katonai Érdemérem hadiszalagon, kardokkal
- Ezüst Vitézségi érem I. osztály
- Károly-csapatkereszt
- Vaskereszt II. osztály
- Harcos Érdemérem (Poroszország)

## Győzelmei
| Sorszám | Dátum               | Egység           | Repülőgép             | Ellenfél   |
| ------- | ------------------- | ---------------- | --------------------- | ---------- |
| 1       | 1916. május 5.      | 10. repülőszázad | Albatros B.I          | C          |
| 2       | 1916. június 3.     | 10. repülőszázad | Albatros B.I          | Farman     |
| 3       | 1916. június 7.     | 10. repülőszázad | Albatros B.I          | Farman     |
| 4       | 1916. június 7.     | 10. repülőszázad | Albatros B.I          | Farman     |
| 5       | 1916. augusztus 2.  | 10. repülőszázad | Hansa-Brandenburg C.I | Farman     |
| 6       | 1917. július 20.    | 27. repülőszázad | Albatros D.III        | Two-Seater |
| 7       | 1917. augusztus 19. | 42. vadászszázad | Albatros D.III        | Nieuport 2 |